# Prix-lès-Mézières
 Prix-lès-Mézières  là một xã ở tỉnh Ardennes, thuộc vùng Grand Est ở phía bắc nước Pháp.